# 改良藤田スケール
改良藤田スケール（かいりょうふじたスケール、英語: Enhanced Fujita scale; EF-Scale、通称：EFスケール）は、被害の大きさから竜巻の強さを評定する尺度で、藤田スケールの改良版である。拡張藤田スケールとも称される。

## 概要
1971年にシカゴ大学の藤田哲也博士によって提唱されて以来、アメリカ合衆国内で長く使用されてきた従来の藤田スケールに代わり、2007年2月1日よりアメリカ合衆国内で発生する竜巻の強さを表す新たな尺度として採用されている。さらに、カナダでも2013年4月1日より、新しいスケールとして採用された。EFスケールの基本設計は藤田スケールを受け継いだものであり、藤田スケール同様F0～F5までの6段階でトルネードの分類がなされている。より詳細なトルネードの被害調査を反映して、スケールで定義される風速とトルネードの被害想定がより実際と近くなるよう変更が加えられた。
この新しいスケールは2006年2月2日にアトランタで行われたアメリカ気象学会の会議の中で、国立気象局によって初めて公表された。EFスケールは2000年から2004年にかけて、テキサス工科大学WISEセンターの藤田スケール改良計画（Fujita Scale Enhancement Project）において開発された。この計画にはWISEセンターの研究員のみならず、世界中の気象学者や土木技術者が携わっていた。

## EFスケール階級表
| 階級 | 風速    | 風速    | 風速   | 相対度数 | 想定される被害 | 想定される被害 |
| 階級 | mph     | km/h    | m/s    | 相対度数 | 想定される被害 | 想定される被害 |
| ---- | ------- | ------- | ------ | -------- | --- | -------------- |
| EF0  | 65–85   | 105–137 | 29–37  | 53.5%    | 軽微な被害。屋根がはがされたり、樋や羽目板に損傷を受けることがある。また、木の枝が折れたり、根の浅い木が倒れたりする。確認された竜巻のうち、被害報告のないものはこの階級に区分される。 | EF0の被害例    |
| EF1  | 86–110  | 138–178 | 38–49  | 31.6%    | 中程度の被害。屋根はひどく飛ばされ、移動住宅はひっくり返ったり、破壊されたりする。玄関のドアがなくなったり、窓などのガラスが割れる。 | EF1の被害例    |
| EF2  | 111–135 | 179–218 | 50–61  | 10.7%    | 大きな被害。建て付けの良い家でも屋根と壁が吹き飛び、木造家屋は基礎から動き、移動住宅は完全に破壊され、大木でも折れたり根から倒れたりする。 | EF2の被害例    |
| EF3  | 136–165 | 219–266 | 62–74  | 3.4%     | 重大な被害。建て付けの良い家でもすべての階が破壊され、商店街などで見られるような比較的大きな建物も深刻な損害をこうむる。列車は横転し、吹き飛ばされた木々が空から降ってきたり、重い車も地面から浮いて飛んだりする。基礎の弱い建造物はちょっとした距離を飛んでいく。 | EF3の被害例    |
| EF4  | 166–200 | 267–322 | 75–89  | 0.7%     | 壊滅的な被害。建て付けの良い家やすべての木造家屋は完全に破壊される。車は小型ミサイルのように飛ばされる。 | EF4の被害例    |
| EF5  | 200以上 | 322以上 | 90以上 | 0.1%未満 | あり得ないほどの激甚な被害。強固な建造物も基礎からさらわれてぺしゃんこになり、自動車サイズの物体がミサイルのように上空を100メートル以上飛んでいき、鉄筋コンクリート製の建造物にもひどい損害が生じ、高層建築物も構造が大きく変形するなど、信じられないような現象が発生する。EFスケールが導入された2007年2月1日以来、2013年5月までにこの階級の竜巻は全米で9例確認されている。最大の被害を出したのは2011年5月24日にミズーリ州ジョプリンで発生した竜巻で、158人の死者を出した。直近のものは、2013年5月にオクラホマ州の州都オクラホマシティー近郊のムーアを襲った竜巻で、死者は24名だった。 | EF5の被害例    |

## 日本版改良藤田スケール
日本では気象庁が米国のEFスケールを参考にしながら日本の環境に合わせて藤田スケールを改良し、より正確に竜巻等突風の風速を推定することができる日本版改良藤田スケール（JEFスケール）を2015年（平成27年）12月に策定して、2016年（平成28年）4月より運用を開始した。